# Philadelphia Eagles 2018
La stagione 2018 dei Philadelphia Eagles è stata la 86ª della franchigia nella National Football League, la terza con Doug Pederson come capo-allenatore. La squadra iniziava la stagione come campione in carica dopo la vittoria sui New England Patriots nel Super Bowl LII.
Gli Eagles hanno inaugurato la stagione NFL 2018 con l'NFL Kickoff Game il 6 settembre, battendo gli Atlanta Falcons 18-12. La squadra aveva mantenuto la maggior parte della squadra vincitrice del Super Bowl della stagione precedente, con il ritorno del loro quarterback titolare Carson Wentz nel terzo turno, dopo aver terminato la stagione precedente a causa di un infortunio al legamento crociato anteriore.

## Pre-stagione

### Arrivi e partenze

#### Free agents
| Ruolo | Giocatore         | Tag | Squadra nel 2018         | Contratto             |
| ----- | ----------------- | --- | ------------------------ | --------------------- |
| DT    | Beau Allen        | UFA | Tampa Bay Buccaneers     | 3 anni/$15 milioni    |
| RB    | Kenjon Barner     | UFA | Carolina Panthers        | 1 anno                |
| OT    | Will Beatty       | UFA | Da confermare            |                       |
| RB    | LeGarrette Blount | UFA | Detroit Lions            | 1 anno/$4,5 milioni   |
| LB    | Nigel Bradham     | UFA | Philadelphia Eagles 2018 | 5 anni/$40 milioni    |
| DE    | Bryan Braman      | UFA | Da confermare            |                       |
| TE    | Trey Burton       | UFA | Chicago Bears            | 4 anni/$32 milioni    |
| LB    | Dannell Ellerbe   | UFA | Da confermare            |                       |
| LB    | Najee Goode       | UFA | Indianapolis Colts       | 1 anno                |
| S     | Corey Graham      | UFA | Philadelphia Eagles      | 1 anno                |
| CB    | Patrick Robinson  | UFA | New Orleans Saints       | 4 anni/$20 milioni    |
| RB    | Darren Sproles    | UFA | Philadelphia Eagles      | 1 anno/$1,415 milioni |
| K     | Caleb Sturgis     | UFA | Los Angeles Chargers     | 2 anni/$4,45 milioni  |
| S     | Jaylen Watkins    | UFA | Los Angeles Chargers     | 1 anno                |

|  | Pre-ingaggiato dagli Eagles |

#### Arrivi
| Ruolo | Giocatore            | Tag     | Squadra nel 2017     | Data dell'ingaggio | Contratto            |
| ----- | -------------------- | ------- | -------------------- | ------------------ | -------------------- |
| LB    | Corey Nelson         | UFA     | Denver Broncos       | 14 marzo           | 1 anno/$2,25 milioni |
| DT    | Haloti Ngata         | UFA     | Detroit Lions        | 15 marzo           | 1 anno/$2,6 milioni  |
| WR    | Mike Wallace         | UFA     | Baltimore Ravens     | 22 marzo           | 1 anno/$2,5 milioni  |
| LB    | Paul Worrilow        | UFA     | Detroit Lions        | 3 aprile           | 1 anno               |
| TE    | Richard Rodgers      | UFA     | Green Bay Packers    | 4 aprile           | 1 anno               |
| WR    | Markus Wheaton       | UFA     | Chicago Bears        | 2 maggio           | 1 anno               |
| QB    | Joe Callahan         | UFA     | Green Bay Packers    | 7 maggio           | 2 anni               |
| RB    | Matt Jones           | UFA     | Indianapolis Colts   | 9 maggio           | 2 anni               |
| LB    | LaRoy Reynolds       | UFA     | Atlanta Falcons      | 15 maggio          | 1 anno               |
| WR    | Kamar Aiken          | UFA     | Indianapolis Colts   | 25 luglio          | 1 anno               |
| WR    | DeAndre Carter       | UFA     | San Francisco 49ers  | 28 luglio          | 1 anno               |
| TE    | Gannon Sinclair      | UFA     | Jacksonville Jaguars | 5 agosto           | 1 anno               |
| QB    | Christian Hackenberg | UFA     | New York Jets        | 12 agosto          | 1 anno               |
| WR    | Darius Prince        | Nessuno | Philadelphia Soul    | 18 agosto          | 1 anno               |
| S     | Deshawntee Gallon    | UFA     | Arizona Cardinals    | 27 agosto          | 1 anno               |
| TE    | Anthony Denham       | UFA     | Arizona Cardinals    | 28 agosto          | 1 anno               |

#### Partenze
| Ruolo | Giocatore        | Squadra nel 2018     | Data      | Note       |
| ----- | ---------------- | -------------------- | --------- | ---------- |
| P     | Donnie Jones     |                      | 4 aprile  | Rilasciato |
| TE    | Brent Celek      |                      | 13 marzo  | Ritirato   |
| DE    | Vinny Curry      | Tampa Bay Buccaneers | 16 marzo  | Rilasciato |
| CB    | Daryl Worley     | Oakland Raiders      | 15 aprile | Rilasciato |
| LB    | Mychal Kendricks | Cleveland Browns     | 22 maggio | Rilasciato |
| WR    | Marquess Wilson  |                      | 24 luglio | Rilasciato |
| CB    | Randall Goforth  |                      | 24 luglio | Rilasciato |
| TE    | Adam Zaruba      |                      | 11 agosto | Rilasciato |
| LB    | Corey Nelson     |                      | 26 agosto | Rilasciato |

#### Scambi
- 14 marzo: Gli Eagles scambiarono il loro wide receiver Marcus Johnson e una scelta nel 5º giro del Draft NFL 2018 ai Seattle Seahawks in cambio del defensive end Michael Bennett e di una scelta nel 7º giro di questi ultimi.[2]
- 14 marzo: Gli Eagles scambiarono il loro wide receiver Torrey Smith ai Carolina Panthers in cambio del cornerback Daryl Worley di questi ultimi.[3]

## Scelte nel Draft 2018
| Scelte degli Eagles nel Draft 2018 |        |                |       |                    |                                              |
| Giro                               | Scelta | Giocatore      | Ruolo | College            | Note                                         |
| 2                                  | 49     | Dallas Goedert | TE    | South Dakota State | Da Indianapolis tramite Seattle e NY Jets    |
| 4                                  | 125    | Avonte Maddox  | CB    | Pittsburgh         | Da Baltimore                                 |
| 4                                  | 130    | Josh Sweat     | DE    | Florida State      | Da Minnesota                                 |
| 6                                  | 206    | Matt Pryor     | OT    | Texas Christian    |                                              |
| 7                                  | 233    | Jordan Mailata | OT    | Nessuno            | Da New England tramite Arizona e Kansas City |

Scambi di scelte
- Gli Eagles scambiarono la loro scelta nel 2º giro (64ª assoluta), la loro 1ª, 3ª e 4ª scelta nel 2016 (8ª, 77ª e 100ª assolute), e la loro scelta nel primo giro nel 2017 (12ª assoluta) a Cleveland in cambio della scelta nel 1º giro nel 2016 (2ª assoluta) e della scelta nel 4º giro nel 2017 (139ª assoluta) di questi ultimi.
- Gli Eagles scambiarono la loro scelta nel 3º giro (96ª assoluta) e il loro wide receiver Jordan Matthew a Buffalo in cambio del cornerback Ronald Darby di questi ultimi.
- Gli Eagles scambiarono il loro quarterback Sam Bradford a Minnesota in cambio della scelta nel 4º giro (130ª assoluta) e della scelta nel 1º giro nel 2017 (14ª assoluta) di questi ultimi.
- Gli Eagles scambiarono il loro cornerback Eric Rowe a New England in cambio della scelta condizionale nel 4º giro (131ª assoluta) di questi ultimi.
- Gli Eagles scambiarono la loro scelta nel 4º giro (131ª assoluta) a Miami in cambio del running back Jay Ajayi di questi ultimi.
- Gli Eagles scambiarono la loro scelta nel 7º giro (250ª assoluta) e il loro offensive tackle Matt Tobin a Seattle in cambio della scelta nel 5º giro (156ª assoluta) di questi ultimi. Successivamente le due parti si restituirono le scelte scambiate e Seattle cedette agli Eagles il defensive end Michael Bennett.
- Gli Eagles scambiarono la loro scelta nel 1º giro (32ª assoluta), la loro scelta nel 4º giro (132ª assoluta) a Baltimore in cambio della scelta nel 2º giro (52ª assoluta), la scelta nel 4º giro (125ª assoluta) e una scelta nel 2º giro del Draft NFL 2019 di questi ultimi.
- Gli Eagles scambiarono la loro scelta nel 2º giro (52ª assoluta) e la loro scelta nel 5º giro (169ª assoluta) a Baltimore in cambio di una scelta nel 2º giro (49ª assoluta) di questi ultimi.

### Undrafted free agents
| Undrafted free agents dei Philadelphia Eagles nel 2018 |           |                   |
| Giocatore                                              | Posizione | College           |
| Jeremy Reaves                                          | S         | South Alabama     |
| Josh Adams                                             | RB        | Notre Dame        |
| Toby Weathersby                                        | OT        | LSU               |
| Joe Ostman                                             | DE        | Central Michigan  |
| Dominick Sanders                                       | S         | Georgia           |
| Chandon Sullivan                                       | CB        | Georgia State     |
| Jordan Thomas                                          | CB        | Oklahoma          |
| Stephen Roberts                                        | S         | Auburn            |
| Bruce Hector                                           | DT        | South Florida     |
| Anthony Mahoungou                                      | WR        | Purdue            |
| Asantay Brown                                          | LB        | Western Michigan  |
| Aaron Evans                                            | OT        | UCF               |
| Ryan Neal                                              | S         | Southern Illinois |
| Ian Park                                               | OG        | Slippery Rock     |
| Danny Ezechukwu                                        | DE        | Purdue            |
| Tim Wilson                                             | WR        | East Stroudsburg  |
| Kyle Wilson                                            | LB        | Arkansas State    |
| Adam Reth                                              | DT        | Northern Iowa     |
| Jaboree Williams                                       | LB        | Wake Forest       |

## Staff
| Staff dei Philadelphia Eagles nel 2018 |
| --- |
| Organi dirigenziali - Chairman/CEO – Jeffrey Lurie - Presidente – Don Smolenski - Vicepresidente esecutivo dell'attività sportiva – Howie Roseman - Consulente senior – Tom Donahoe - Vicepresidente del personale sportivo – Andy Weidl - Vicepresidente dell'attività sportiva e della strategia – Alec Halaby - Direttore senior degli osservatori del college – Anthony Patch - Direttore degli osservatori del college – Ian Cunningham - Assistente del direttore degli osservatori del college – Alan Wolking - Direttore della ricerca del personale sportivo – Dwayne Joseph - Assistente del direttore della ricerca del personale sportivo – Brandon Brown - Vicepresidente della dirigenza sportiva – Jake Rosenberg - Direttore sportivo – Jon Ferrari - Direttore delle trasferte e della logistica – Dan Ryan - Dirigente del personale sportivo – T.J. McCreight - Osservatore nazionale – Patrick Stewart - Assistente del direttore dell'analisi sportiva – Taylor Rajack Capo allenatore - Capo-allenatore – Doug Pederson - Vice capo-allenatore/Running Back – Duce Staley Altri allenatori - Preparatore atletico – Josh Hingst - Assistente del preparatore atletico – Keith Gray - Assistente del preparatore atletico – Ben Wagner - Coordinatore della nutrizione – Michael Minnis - Direttore scienza sportiva – Shaun Huls Allenatori dell'attacco - Coordinatore offensivo – Mike Groh - Quarterback – Press Taylor - Wide receiver – Gunter Brewer - Assistente wide receiver - Tight end – Justin Peelle - Offensive line/Coordinatore del gioco sulle corse – Jeff Stoutland - Assistente offensive line/Tight end/Gioco sulle corse – Eugene Chung - Controllo qualità/Assistente quarterback – Spencer Phillips - Controllo qualità/Assistente running back – Trent Miles - Controllo qualità/Assistente offensive line – T.J. Paganetti Allenatori della difesa - Coordinatore difensivo – Jim Schwartz - Defensive line – Chris Wilson - Linebacker – Ken Flajole - Defensive back– Cory Undlin - Safety – Tim Hauck - Controllo qualità/Assistente defensive line – Phillip Daniels - Controllo qualità/Assistente linebacker – Ryan Paganetti - Controllo qualità/Assistente defensive back– Dino Vasso Allenatori dello special team - Coordinatore dello Special team – Dave Fipp - Assistente dello Special team – Mattew Harper |

## Roster
| Roster dei Philadelphia Eagles nel 2018 |
| --- |
| Quarterback - 9 Nick Foles - 7 Nate Sudfeld - 11 Carson Wentz Running Back - 33 Josh Adams - 30 Corey Clement - 28 Wendell Smallwood - 43 Darren Sproles PR Wide Receiver - 13 Nelson Agholor - 18 Shelton Gibson KR - 17 Alshon Jeffery - 80 Jordan Matthews - 19 Golden Tate Tight End - 86 Zach Ertz - 88 Dallas Goedert - 83 Joshua Perkins Offensive Linemen - 79 Brandon Brooks G - 65 Lane Johnson T - 62 Jason Kelce C - 68 Jordan Mailata T - 71 Jason Peters T - 69 Matt Pryor T - 73 Isaac Seumalo C - 72 Halapoulivaati Vaitai T - 67 Chance Warmack G - 61 Stefen Wisniewski G Defensive Linemen - 96 Derek Barnett DE - 91 Fletcher Cox DT - 55 Brandon Graham DE - 90 Treyvon Hester DT - 56 Chris Long DE - 74 T. Y. McGill DT - 94 Haloti Ngata DT - 75 Josh Sweat DE Linebacker - 57 D.J. Alexander OLB - 53 Nigel Bradham OLB - 47 Nathan Gerry OLB - 54 Kamu Grugier-Hill OLB - 58 Jordan Hicks MLB - 50 LaRoy Reynolds MLB Defensive Back - 21 Ronald Darby CB - 32 Rasul Douglas CB - 24 Corey Graham FS - 36 Deiondre' Hall FS - 27 Malcolm Jenkins SS - 22 Sidney Jones CB - 34 Cre'Von LeBlanc CB - 29 Avonte Maddox CB - 31 Jalen Mills CB - 39 Chandon Sullivan CB - 37 Tre Sullivan S Special Team - 4 Jake Elliott K - 1 Cameron Johnston P - 45 Rick Lovato LS Lista delle riserve - 36 Jay Ajayi RB (IR) - 96 Michael Bennett DE (IR) - -- Elie Bouka CB (IR) - 10 Mack Hollins WR (IR) - 93 Timmy Jernigan DT (NF-Inj.) - 42 Chris Maragos FS (PUP) - 23 Rodney McLeod FS (IR) - 82 Richard Rodgers TE (IR) - 14 Mike Wallace WR (IR) - -- Paul Worrilow OLB (IR) Squadra di allenamento - 63 Josh Andrews C - 41 De'Vante Bausby CB - 59 B. J. Bello LB - 52 Asantay Brown LB - 85 Billy Brown TE - 98 Bruce Hector DT - 89 Braxton Miller WR - 84 Dorren Miller WR - 95 Joe Ostman DE - 35 Donnell Pumphrey RB 53 attivi, 10 inattivi, 10 nella squadra di allenamento |
| Legenda - I rookie sono in corsivo. - Il primo ruolo è il principale mentre gli eventuali successivi indicano i ruoli secondari. - (IR) sta per Injured Reserve ed indica la lista ristretta per un solo giocatore infortunato che può tornare ad allenarsi dopo la settimana 6 e a rientrare in prima squadra dopo che questa ha giocato 8 partite. - (NF-Inj.) / (NF-Ill.) stanno rispettivamente per Non-Football Injured e Non-Football Illness ed indicano le liste dove viene inserito un giocatore che ha un infortunio o una malattia non dipendente dal football americano. - (PUP) sta per Physically Unable to Perform ed indica la lista dove viene inserito un giocatore mentre è in attesa di recuperare la condizione fisica. Nella stagione regolare dopo la sesta partita giocata dalla propria squadra, il giocatore ha tempo tre settimane per riprendere ad allenarsi, più tre settimane aggiuntive dal suo rientro agli allenamenti per rientrare in prima squadra. |

## Calendario

### Precampionato
| Precampionato |       |                      |           |        |                         |         |
| Settimana     | Data  | Avversario           | Risultato | Record | Stadio                  | Sintesi |
| 1             | 09/08 | Pittsburgh Steelers  | S 14-31   | 0-1    | Lincoln Financial Field | Recap   |
| 2             | 16/08 | New England Patriots | S 20-37   | 0-2    | Gillette Stadium        | Recap   |
| 3             | 23/08 | Cleveland Browns     | S 0-5     | 0-3    | FirstEnergy Stadium     | Recap   |
| 4             | 30/08 | New York Jets        | V 10-9    | 1-3    | Lincoln Financial Field | Recap   |

### Stagione regolare
L'11 gennaio 2018, la NFL annunciò che gli Eagles affronteranno i Jacksonville Jaguars in una delle partite disputate a Londra al Wembley Stadium di Londra, in Inghilterra, con i Jaguars come squadra di casa. Sarà la prima apparizione degli Eagles nell'NFL International Series. La paritita si svolgerà nel corso della settimana 8 (28 ottobre). La data esatta, l'ora e l'emittente televisiva della partita furono annunciati insieme al resto del calendario della stagione regolare 2018.
| Stagione regolare |                         |                    |                    |                               |                    |
| Turno             | Avversario              | Risultato          | Record             | Stadio                        | Sintesi            |
| 1                 | Atlanta Falcons         | V 18–12            | 1–0                | Lincoln Financial Field       | Recap              |
| 2                 | at Tampa Bay Buccaneers | S 21–27            | 1–1                | Raymond James Stadium         | Recap              |
| 3                 | Indianapolis Colts      | V 20–16            | 2–1                | Lincoln Financial Field       | Recap              |
| 4                 | at Tennessee Titans     | S 23–26 dts        | 2–2                | Nissan Stadium                | Recap              |
| 5                 | Minnesota Vikings       | S 21–23            | 2–3                | Lincoln Financial Field       | Recap              |
| 6                 | at New York Giants      | V 34–13            | 3–3                | MetLife Stadium               | Recap              |
| 7                 | Carolina Panthers       | S 17–21            | 3–4                | Lincoln Financial Field       | Recap              |
| 8                 | at Jacksonville Jaguars | V 24–18            | 4–4                | Wembley Stadium               | Recap              |
| 9                 | Settimana di pausa      | Settimana di pausa | Settimana di pausa | Settimana di pausa            | Settimana di pausa |
| 10                | Dallas Cowboys          | S 20–27            | 4–5                | Lincoln Financial Field       | Recap              |
| 11                | at New Orleans Saints   | S 7–48             | 4–6                | Mercedes-Benz Superdome       | Recap              |
| 12                | New York Giants         | V 25–22            | 5–6                | Lincoln Financial Field       | Recap              |
| 13                | Washington Redskins     | V 28–13            | 6–6                | Lincoln Financial Field       | Recap              |
| 14                | at Dallas Cowboys       | S 23–29 dts        | 6–7                | AT&T Stadium                  | Recap              |
| 15                | at Los Angeles Rams     | V 30–23            | 7–7                | Los Angeles Memorial Coliseum | Recap              |
| 16                | Houston Texans          | V 32–30            | 8–7                | Lincoln Financial Field       | Recap              |
| 17                | at Washington Redskins  | V 24–0             | 9–7                | FedExField                    | Recap              |

Note
- Gli avversari della propria division sono in grassetto.

## Classifiche

### Division
| NFC East            | NFC East | NFC East | NFC East | NFC East | NFC East | NFC East | NFC East | NFC East |
| vedi • disc. • mod. | V        | S        | P        | PCT      | DIV      | CONF     | PF       | PS       |
| ------------------- | -------- | -------- | -------- | -------- | -------- | -------- | -------- | -------- |
| Dallas Cowboys      | 7        | 5        | 0        | .583     | 3–1      | 6–3      | 247      | 223      |
| Philadelphia Eagles | 7        | 7        | 0        | .500     | 3–1      | 4–5      | 258      | 266      |
| Washington Redskins | 6        | 6        | 0        | .500     | 2–2      | 6–4      | 233      | 257      |
| New York Giants     | 5        | 8        | 0        | .385     | 0–4      | 3–7      | 267      | 315      |
|                     |          |          |          |          |          |          |          |          |
|                     |          |          |          |          |          |          |          |          |

### Conference
| National Football Conference           | National Football Conference | National Football Conference | National Football Conference | National Football Conference | National Football Conference | National Football Conference | National Football Conference | National Football Conference | National Football Conference | National Football Conference |
| Pos.                                   | Squadra                      | Division                     | V                            | S                            | P                            | PCT                          | DIV                          | CONF                         | SOS                          | SOV                          |
| Capolista di Division                  | Capolista di Division        | Capolista di Division        | Capolista di Division        | Capolista di Division        | Capolista di Division        | Capolista di Division        | Capolista di Division        | Capolista di Division        | Capolista di Division        | Capolista di Division        |
| -------------------------------------- | ---------------------------- | ---------------------------- | ---------------------------- | ---------------------------- | ---------------------------- | ---------------------------- | ---------------------------- | ---------------------------- | ---------------------------- | ---------------------------- |
| 1                                      | Los Angeles Rams             | West                         | 13                           | 3                            | 0                            | .813                         | 4–0                          | 7–1                          | .493                         | .462                         |
| 2                                      | New Orleans Saints           | South                        | 13                           | 3                            | 0                            | .813                         | 2–1                          | 7–2                          | .486                         | .483                         |
| 3                                      | Chicago Bears                | North                        | 9                            | 4                            | 0                            | .692                         | 3–1                          | 6–2                          | .417                         | .380                         |
| 4                                      | Dallas Cowboys               | East                         | 8                            | 6                            | 0                            | .571                         | 3–1                          | 6–3                          | .500                         | .452                         |
| Wild Card                              |                              |                              |                              |                              |                              |                              |                              |                              |                              |                              |
| 5                                      | Seattle Seahawks             | West                         | 10                           | 6                            | 0                            | .625                         | 2–2                          | 6–3                          | .510                         | .339                         |
| 6                                      | Minnesota Vikings            | North                        | 6                            | 5                            | 1                            | .542                         | 2–1–1                        | 5–3–1                        | .479                         | .313                         |
| Non qualificati per i play-off         |                              |                              |                              |                              |                              |                              |                              |                              |                              |                              |
| 7                                      | Carolina Panthers            | South                        | 6                            | 6                            | 0                            | .500                         | 1–2                          | 4–5                          | .469                         | .472                         |
| 8                                      | Philadelphia Eagles          | East                         | 9                            | 7                            | 0                            | .563                         | 3–1                          | 4–5                          | .476                         | .389                         |
| 9                                      | Washington Redskins          | East                         | 6                            | 7                            | 0                            | .462                         | 2–2                          | 6–4                          | .496                         | .410                         |
| 10                                     | Tampa Bay Buccaneers         | South                        | 5                            | 7                            | 0                            | .417                         | 2–2                          | 4–5                          | .479                         | .475                         |
| 11                                     | Green Bay Packers            | North                        | 5                            | 7                            | 1                            | .423                         | 1–2–1                        | 2–6–1                        | .507                         | .417                         |
| 12                                     | Atlanta Falcons              | South                        | 4                            | 8                            | 0                            | .333                         | 2–2                          | 4–4                          | .542                         | .438                         |
| 13                                     | New York Giants              | East                         | 5                            | 8                            | 0                            | .385                         | 0–4                          | 3–7                          | .507                         | .500                         |
| 14                                     | Detroit Lions                | North                        | 4                            | 8                            | 0                            | .333                         | 1–3                          | 2–7                          | .542                         | .531                         |
| 15                                     | Arizona Cardinals            | West                         | 3                            | 9                            | 0                            | .250                         | 2–2                          | 3–5                          | .514                         | .236                         |
| 16                                     | San Francisco 49ers          | West                         | 2                            | 10                           | 0                            | .167                         | 0–4                          | 1–8                          | .479                         | .250                         |
| Criteri di spareggio                   |                              |                              |                              |                              |                              |                              |                              |                              |                              |                              |
| 1. 2. 3.                               |                              |                              |                              |                              |                              |                              |                              |                              |                              |                              |
| Legenda                                |                              |                              |                              |                              |                              |                              |                              |                              |                              |                              |
| w — wild card ottenuta                 |                              |                              |                              |                              |                              |                              |                              |                              |                              |                              |
| x — partecipazione ai playoff ottenuta |                              |                              |                              |                              |                              |                              |                              |                              |                              |                              |
| y — campioni di division               |                              |                              |                              |                              |                              |                              |                              |                              |                              |                              |
| z — salto del primo turno di play-off  |                              |                              |                              |                              |                              |                              |                              |                              |                              |                              |
| * — vantaggio del campo ottenuto       |                              |                              |                              |                              |                              |                              |                              |                              |                              |                              |

## Premi
- Chris Long:

Walter Payton NFL Man of the Year

### Premi settimanali e mensili
- Nick Foles:

giocatore offensivo della NFC della settimana 16
quarterback della settimana 16
- Fletcher Cox:

difensore della NFC della settimana 17